# Diplotropis strigulosa
Diplotropis strigulosa är en ärtväxtart som beskrevs av John Macqueen Cowan. Diplotropis strigulosa ingår i släktet Diplotropis och familjen ärtväxter. Inga underarter finns listade i Catalogue of Life.